# Der Staat gegen Patrick Decker
Der Staat gegen Patrick Decker ist ein Best-of-Album des Berliner Rappers Fler. Es erschien am 4. Dezember 2015 über sein eigenes Label Maskulin Music Group.

## Inhalt
Die Kompilation enthält 38 Lieder aus Flers gesamter bisheriger musikalischer Karriere, beginnend mit dem Kollaboalbum Carlo Cokxxx Nutten, aus dem Jahr 2002, bis zu seinem zwölften Soloalbum Weil die Straße nicht vergisst, von 2015. Die ausgewählten Songs sind überwiegend zuvor veröffentlichte Singles des Rappers. Mit vier Tracks wurden die meisten Stücke Flers zweitem Soloalbum Trendsetter entnommen, gefolgt von den Alben Neue Deutsche Welle, Fremd im eigenen Land und Fler, aus denen jeweils drei Titel stammen. Die Tonträger Carlo Cokxxx Nutten, Airmax Muzik II, Im Bus ganz hinten, Südberlin Maskulin II, Blaues Blut, Neue Deutsche Welle 2, Keiner kommt klar mit mir und Weil die Straße nicht vergisst sind mit je zwei Liedern vertreten. Außerdem wurde je ein Song den Alben Aggro Ansage Nr. 2, Numma Eyns, Aggro Anti Ansage Nr. 8, Carlo Cokxxx Nutten 2, Flersguterjunge, Berlins Most Wanted, Ein Fall für zwei sowie Hinter blauen Augen entnommen.
Des Weiteren sind sechs zuvor unveröffentlichte Tracks auf Der Staat gegen Patrick Decker enthalten. Die Stücke Credibil, Fake IDs und Air System sind gänzlich neu, während die Titel Fick Freunde (von 2005), Bleib Chef (von 2009) sowie Easy (von 2009) aus früheren Jahren stammen.

## Produktion
Die Beats der für das Album ausgewählten Lieder wurden von vielen verschiedenen Musikproduzenten produziert. Unter diesen sind DJ Desue, Bushido, Beatzarre, Djorkaeff, Paul NZA, Gee Futuristic, Hijackers, DJ Tomekk, DJ Ilan, Shuko, Goofiesmackerz, Iad Aslan, Montana Beats und Fuego.

## Gastbeiträge
Auf 20 Titeln des Albums sind neben Fler andere Künstler zu hören. Dabei hat Flers langjähriger Weggefährte Bushido mit fünf Gastbeiträgen die meisten Auftritte (vier davon unter seinem Alter Ego Sonny Black), gefolgt von den Rappern Silla und G-Hot, die je dreimal vertreten sind. Auf zwei Liedern wird Fler von dem Rapper Jalil unterstützt, der auch auf dem neuen Song Air System zu hören ist. Außerdem stammt jeweils ein Gastauftritt von DJ Tomekk, dem US-amerikanischen Rapper Juelz Santana, den Sängern Shizoe und Moe Mitchell, der Sängerin Doreen sowie den Rappern Sido, Kool Savas, Kay One und MoTrip. Des Weiteren ist der Skit Alles gucci ein Telefonat mit dem Rapper Money Boy.

## Covergestaltung
Das Albumcover zeigt Fler, der in einer Gefängniszelle auf einem Klappbett sitzt. Im Vordergrund befindet sich der weiße Schriftzug Der §taat gegen Patrick Decker. Auf dem Cover der Download-Version hält Fler eine Spiegelscherbe in der Hand, in der sich sein Gesicht hinter einem Gefängnisgitter spiegelt. Der Schriftzug Der §taat gegen Patrick Decker in Weiß befindet sich im unteren Teil des Bildes.

## Titelliste
CD1:
| #   | Titel                        | Gastmusiker         | Länge | Album                                 |
| --- | ---------------------------- | ------------------- | ----- | ------------------------------------- |
| 1   | Carlo Cokxxx Nutten          |                     | 3:21  | Carlo Cokxxx Nutten                   |
| 2   | Cordon Sport Massenmord      | Sonny Black         | 3:45  | Carlo Cokxxx Nutten                   |
| 3   | Heavy Metal Payback          | Sonny Black         | 4:29  | Aggro Ansage Nr. 2                    |
| 4   | Schwer erziehbar 2005        |                     | 3:56  | Neue Deutsche Welle                   |
| 5   | Neue Deutsche Welle 2005     |                     | 3:48  | Neue Deutsche Welle                   |
| 6   | Nach eigenen Regeln          | G-Hot               | 3:54  | Neue Deutsche Welle (Premium-Edition) |
| 7   | Jump Jump                    | G-Hot und DJ Tomekk | 3:02  | Numma Eyns                            |
| 8   | Papa ist zurück              |                     | 3:10  | Trendsetter                           |
| 9   | Gangzta Mucke                | Juelz Santana       | 3:13  | Trendsetter (Premium-Edition)         |
| 10  | Der Chef (clip & klar)       |                     | 3:28  | Trendsetter (Premium-Edition)         |
| 11  | Wir bleiben stehen           | Shizoe              | 4:21  | Trendsetter (Premium-Edition)         |
| 12* | Alles gucci (Skit)           | Money Boy           | 1:19  |                                       |
| 13  | Berlin                       |                     | 3:39  | Fremd im eigenen Land                 |
| 14  | So ist es                    | Sido                | 3:59  | Aggro Anti Ansage Nr. 8               |
| 15  | Deutscha Bad Boy             |                     | 3:24  | Fremd im eigenen Land                 |
| 16  | Warum bist Du so?            |                     | 4:01  | Fremd im eigenen Land                 |
| 17  | Check mich aus               |                     | 3:17  | Fler                                  |
| 18  | Ewigkeit                     |                     | 3:13  | Fler                                  |
| 19  | Ich sing nicht mehr für dich | Doreen              | 3:32  | Fler                                  |

* Titel 12 ist nur auf der Download-Version des Albums enthalten
CD2:
| #  | Titel                | Gastmusiker         | Länge | Album                                 |
| -- | -------------------- | ------------------- | ----- | ------------------------------------- |
| 1  | Zu Gangsta           | Sonny Black         | 3:24  | Carlo Cokxxx Nutten 2                 |
| 2  | Mit dem BMW          | Sonny Black         | 3:35  | Flersguterjunge (Premium-Edition)     |
| 3  | Berlins Most Wanted  | Bushido und Kay One | 3:55  | Berlins Most Wanted                   |
| 4  | Nie an mich geglaubt |                     | 4:00  | Airmax Muzik II                       |
| 5  | Air Max              |                     | 3:12  | Airmax Muzik II                       |
| 6  | Spiegelbild          |                     | 3:39  | Im Bus ganz hinten                    |
| 7  | Die Welt dreht sich  | MoTrip              | 3:17  | Ein Fall für zwei                     |
| 8  | Zeichen              | Moe Mitchell        | 3:10  | Im Bus ganz hinten                    |
| 9  | Pitbull              | Silla               | 3:52  | Südberlin Maskulin II                 |
| 10 | Nice                 | Silla               | 2:47  | Südberlin Maskulin II                 |
| 11 | Team Blade           | Kool Savas          | 3:03  | Hinter blauen Augen (Premium-Edition) |
| 12 | Pheromone            |                     | 3:01  | Blaues Blut                           |
| 13 | Echte Männer         | Silla und G-Hot     | 4:37  | Blaues Blut                           |
| 14 | Stabiler Deutscher   |                     | 3:26  | Neue Deutsche Welle 2                 |
| 15 | Hipster Hass         |                     | 3:29  | Neue Deutsche Welle 2                 |
| 16 | Alles Fake           |                     | 3:45  | Keiner kommt klar mit mir             |
| 17 | Badewiese Pt. 2      |                     | 3:20  | Keiner kommt klar mit mir             |
| 18 | Straßenstaub         |                     | 3:03  | Weil die Straße nicht vergisst        |
| 19 | Zur selben Zeit      | Jalil               | 3:28  | Weil die Straße nicht vergisst        |

CD3:
| # | Titel        | Gastmusiker | Länge | Anmerkung                        |
| - | ------------ | ----------- | ----- | -------------------------------- |
| 1 | Credibil     |             | 2:50  | neu                              |
| 2 | Fake IDs     |             | 2:28  | neu                              |
| 3 | Air System   | Jalil       | 2:43  | neu                              |
| 4 | Fick Freunde |             | 3:51  | von 2005, zuvor unveröffentlicht |
| 5 | Bleib Chef   |             | 3:04  | von 2009, zuvor unveröffentlicht |
| 6 | Easy         |             | 3:20  | von 2009, zuvor unveröffentlicht |

## Vermarktung
Am 26. Oktober 2015 veröffentlichte Fler das Lied Credibil auf YouTube und im November erschienen drei Snippets zum Album. Außerdem wurde am 30. November 2015 ein Musikvideo zum Song Air System veröffentlicht.

## Chartplatzierungen
Der Staat gegen Patrick Decker stieg am 11. Dezember 2015 auf Platz 13 in die deutschen Albumcharts ein. In der folgenden Woche belegte es Rang 97 und verließ anschließend die Top 100.

## Rezeption
| Professionelle Bewertungen | Professionelle Bewertungen |
| -------------------------- | -------------------------- |
| Kritiken                   |                            |
| Quelle                     | Bewertung                  |
| laut.de                    | [ 5 ]                      |

Die Internetseite laut.de gab dem Album nur zwei von möglichen fünf Punkten und bezeichnet es als „Chronologie eines musikalischen Niedergangs“:

„Trotz all der verbrannten Erde gräbt Fler neben Tracks vom mittlerweile legendären "Carlo Cokxxx Nutten" auch Titel von verstaubten Aggro-Samplern aus, die dank neuem Mastering mit besserer Qualität glänzen und eindeutig das Prunkstück der Platte bilden. […] Spätestens nach "Mit Dem BMW" verflüchtigt sich aber langsam der Nebel der Nostalgie und die Best Of mutiert zur Geduldsprobe. Frank White kennt keine Gnade und verschont uns nicht mal vor den absoluten Tiefpunkten der Maskulin-Ära. […] Wie viele Abfahrten Flizzy mittlerweile verpasst hat, dokumentiert die Zusammenstellung bis ins kleinste Detail. […] Die musikalische Talfahrt endet bei sechs bisher unveröffentlichten Songs, die es nicht ohne Grund auf keine Soloplatte geschafft haben.“